# Pachyarthra brandti
Pachyarthra brandti är en fjärilsart som beskrevs av Petersen 1966. Pachyarthra brandti ingår i släktet Pachyarthra och familjen äkta malar.
Artens utbredningsområde är Iran. Inga underarter finns listade i Catalogue of Life.